# Rüdiger Schünemann-Steffen
Rüdiger Schünemann-Steffen (* 4. Januar 1956; † 22. August 2020 in Köln) war ein deutscher Heimatforscher und Sachbuchautor. Er wurde bekannt für die Herausgabe des Kölner Straßennamen-Lexikons.

## Biographie
Schünemann-Steffen war Schriftsetzer von Beruf. Aus persönlichem Interesse begann er in den 1990er Jahren, die Herkunft von Straßennamen zu erkunden. Daraus erwuchs sein Projekt Kölner Straßennamen-Lexikon. Sein Engagement brachte ihm Beinamen wie „Kölner Straßenpapst“ oder „König der Straßen“ ein. Das Lexikon gilt auch im Historischen Archiv der Stadt Köln als „unverzichtbarer Bestandteil [der] Handbibliothek und gehört zu den Basis-Recherchewerken des Archivs“.
In seinem Lexikon listete Schünemann-Steffen zunächst auf 860 Seiten rund 5600 Kölner Straßen auf, die Herkunft von deren Namen, Zeitpunkt der Benennung, deren Länge und weitere Fakten. Im Jahr 2000 erschien die erste Auflage, 2016 die dritte. Diese dritte Auflage mit 2000 Exemplaren war innerhalb weniger Tage vergriffen, und Schünemann-Steffen ließ 1000 Stück nachdrucken. Zuletzt begann er mit der Herausgabe von Editionen zu einzelnen Kölner Stadtbezirken und bereitete Ausgaben zum Kölner Umland vor.
Rüdiger Schünemann-Steffen starb 2020 im Alter von 64 Jahren und wurde auf dem Friedhof in Köln-Westhoven beigesetzt.

## Publikationen
- Kölner Straßennamen-Lexikon. 1. Auflage. Jörg-Rüshü-Selbstverlag, Köln 2000.
- Kölner Straßennamen-Lexikon. Die Kölner Straßen, Gassen, Wege, Plätze, Brücken und Parks kurz erklärt. 2. Auflage. Jörg-Rüshü-Selbstverlag, Köln 2006.
- Kölner Straßennamen-Lexikon. Die Kölner Straßen, Gassen, Wege, Plätze, Brücken und Parks kurz erklärt. 3. Auflage. Jörg-Rüshü-Selbstverlag, Köln 2016.